# Armin von Weschpfennig
Armin von Weschpfennig (* 1982 in Kirchen (Sieg)) ist ein deutscher Rechtswissenschaftler.

## Leben
Nach dem Abitur in Betzdorf (Sieg) und dem Wehrdienst beim Musikkorps der Bundeswehr (Siegburg) studierte er von 2002 bis 2007 Rechtswissenschaft an der Universität Bonn (Abschluss: erste juristische Staatsprüfung). Das anschließende Referendariat am Landgericht Bonn schloss er 2010 mit der zweiten juristischen Staatsprüfung ab. Im April 2021 wurde er zum Universitätsprofessor an der TU Kaiserslautern ernannt und ist seitdem Inhaber der dortigen Professur für Öffentliches Recht mit Schwerpunkt Planungs- und Umweltrecht.

## Schriften (Auswahl)
- Rechtliche Grenzen von allgemeinen Studienabgaben. Studienbeiträge oder Akademikersteuer?. Baden-Baden 2015, ISBN 3-8487-1772-7.
- Strukturen des Bergrechts.  Verfassungs- und verwaltungsdogmatische Grundfragen im Lichte des Eigentums-, Umwelt- und Ressourcenschutzes. Tübingen 2022, ISBN  978-3-16-161770-6.